# Ко је крао јогурт?
Ко је крао јогурт? је први студијски албум хип хоп извођача Бване. Албум је издат 2007. године. На албуму се налази 17 песама.

## Песме
На албуму се налазе следеће песме:
1. Интро
2. Ја сам...
3. Кцијање са Бваном
4. Zhika Sha Chesto
5. Ко је крао јогурт(скит)
6. Римујем и Крадем 2
7. Ljax e Plejaz
8. Доживљаји ујка Вујспре и батице Стонда "Параноја у лагуни"
9. Хај Скул Реп
10. Цим цим додај
11. Римујем и Крадем 1
12. Chek 1 2
13. Дај индо
14. Нема бољег
15. У клубу
16. Цим цим додај (TZKO Rmx)
17. Outro